# Гемптон (Флорида)
Гемптон (англ. Hampton) — місто (англ. city) в США, в окрузі Бредфорд штату Флорида. Населення — 432 особи (2020).

## Географія
Гемптон розташований за координатами 29°51′51″ пн. ш. 82°8′17″ зх. д. / 29.86417° пн. ш. 82.13806° зх. д. (29.864230, -82.138019).  За даними Бюро перепису населення США в 2010 році місто мало площу 2,68 км², уся площа — суходіл.

## Демографія
Згідно з переписом 2010 року, у місті мешкало 500 осіб у 192 домогосподарствах у складі 123 родин. Густота населення становила 186 осіб/км².  Було 232 помешкання (86/км²).
Расовий склад населення:
| - 87,0 % — білих - 9,4 % — чорних або афроамериканців - 1,4 % — осіб інших рас |

До двох чи більше рас належало 2,2 %. Частка іспаномовних становила 1,8 % від усіх жителів.
За віковим діапазоном населення розподілялося таким чином: 26,4 % — особи молодші 18 років, 57,0 % — особи у віці 18—64 років, 16,6 % — особи у віці 65 років та старші. Медіана віку мешканця становила 36,7 року. На 100 осіб жіночої статі у місті припадало 96,1 чоловіків;  на 100 жінок у віці від 18 років та старших — 96,8 чоловіків також старших 18 років.
Середній дохід на одне домашнє господарство  становив 36 983 долари США (медіана — 27 917), а середній дохід на одну сім'ю — 48 256 доларів (медіана — 43 125). За межею бідності перебувало 23,4 % осіб, у тому числі 22,1 % дітей у віці до 18 років та 19,0 % осіб у віці 65 років та старших.
Цивільне працевлаштоване населення становило 100 осіб. Основні галузі зайнятості: освіта, охорона здоров'я та соціальна допомога — 19,0 %, публічна адміністрація — 15,0 %, мистецтво, розваги та відпочинок — 15,0 %.